# Jeronymus van Diest
Jeronymus van Diest (fl. XVII secolo) è stato un pittore olandese del secolo d'oro.

## Biografia
Fu attivo all'Aia intorno al 1600, dove operò principalmente con la tecnica della pittura a olio e della grisaglia.
Fu suo allievo Adriaen van de Venne.